# 基爾諾傑尼鄉
43°54′0″N 28°14′0″E / 43.90000°N 28.23333°E
基爾諾傑尼鄉（羅馬尼亞語：Comuna Chirnogeni, Constanța），是羅馬尼亞的鄉份，位於該國西南部，由康斯坦察縣負責管轄，面積116平方公里，海拔高度95米，2007年人口3,439，人口密度每平方公里30人。